# Falcione
Il falcione (anche falchion, dall'antico francese fauchon, derivante dal latino falx, "falce") è una spada ad una mano con tagliente monofilare diffusasi in Europa durante il Medioevo.

## Storia
L'uso del falcione in battaglia si rivela particolarmente proficuo nelle truppe di fanteria che ingaggino il nemico a corta distanza o come arma secondaria nei reparti di balestrieri e arcieri. Di uso differente dalle spade a fili paralleli o convergenti più adatte a colpire di punta, la forma della lama del falcione e il suo bilanciamento avanzato lo rendono capace di potenti tagli: il tagliente curvo è capace di immagazzinare una notevole energia cinetica durante la rotazione.
A discapito della tradizione popolare, che considera il falcione un'arma brutale e poco nobile, le tecniche costruttive erano raffinate al pari delle altre armi bianche: la lavorazione dell'acciaio a pacchetto era di uso comune. Le tecniche di utilizzo erano assai complesse e molto ben codificate (ravvisabili nell'opera di Joachim Meyer), in quanto molto simili al messer o al dussack.

Si ha notizia di alcuni pezzi di grande pregio posseduti dalla nobiltà, con oro e altri impreziosimenti.

## Descrizione
Il falcione si trova in diverse forme dall'undicesimo secolo fino al sedicesimo. In alcune forme il falcione può assomigliare a uno scramasax e più tardi a una sciabola. In alcune rappresentazioni l'aspetto è simile a quello di un machete munito di guardia o paramano. È molto probabile che la sua creazione sia stata ispirata dalla scimitarra araba; in effetti la scimitarra persiana sarà in voga più tardi nel tempo.
La lama ha un bilanciamento molto avanzato, cosa che rende l'arma più adatta al taglio. Come detto, il falcione cambia nettamente nelle zone e nel tempo: se le versioni più antiche possedevano una costola diritta e un tagliente ricurvo, le versioni quattrocentesche possono avere anche il filo concavo terminante in una punta robusta simile a quella dello stocco, visibile nella statua centrale sullo sfondo del celebre dipinto "La calunnia" di Sandro Botticelli del 1496, esposto alla Galleria degli Uffizi di Firenze. Alcune comprendono una guardia simile alle spade lunghe del tempo. Un esemplare sopravvissuto in Inghilterra mostra che tale arma aveva grossomodo un peso di un chilogrammo, una lunghezza di novantacinque centimetri (95,25 cm) di cui circa ottanta per la lama.

## Curiosità e citazioni
- Nell'atto V, scena III del Re Lear di William Shakespeare, il re ammattito allude al suo falcione.
- Caterina Sforza era solita portare al fianco quest'arma.[4]